# Frank Brendel
Frank Brendel (* 24. November 1914 in Pike County, Mississippi; † 20. Juni 1992 in San Diego, Kalifornien) war ein US-amerikanischer Spezialeffektkünstler. 1975 wurde er für seine Arbeit am Katastrophenfilm Erdbeben mit einem Special Achievement Award ausgezeichnet.

## Leben
Frank Brendel wurde 1914 in Mississippi als zweites von sieben Kindern der Eheleute John James Brendel und Louriene „Lou“ Harrelson Brendel geboren.
Er begann seine Karriere in der Filmbranche Ende der 1930er Jahre, zunächst als einfacher Studio-Arbeiter. Ab Mitte der 1950er Jahre war Brendel bei einigen Filmproduktionen auch als Requisiteur tätig. 1957 war er bei der Produktion von John Sherwoods Science-Fiction-Film Das Geheimnis des steinernen Monsters erstmals für die Spezialeffekte des Films verantwortlich. Brendel, der als Experte für mechanische Effekte und Spezialist für Schießereien und Explosionen galt, arbeitete in den 1960er und 1970er Jahren vor allem an klassischen Western und Kriegsfilmen.
1974 arbeitete Brendel gemeinsam mit Glen Robinson, Albert Whitlock und Jack McMaster und einer Crew von fast 100 Mitarbeitern über drei Monate an den Effekten für Mark Robsons Katastrophenfilm Erdbeben. Diese Arbeit brachte ihm bei der Oscarverleihung 1975 gemeinsam mit Robinson und Whitlock einen Special Achievement Award für die besten visuellen Effekte ein. Robinson, Whitlock und Brendel arbeiteten im Jahr darauf auch am Katastrophenfilm Die Hindenburg zusammen, für den  Robinson und Whitlock erneut mit dem Special Achievement Award ausgezeichnet wurden.
Brendel war von 1935 bis zu deren Tod 1973 mit Pauline Klassen Brendel verheiratet. Aus der Ehe gingen zwei Kinder hervor. Frank Brendel starb im Juni 1992 in San Diego im Alter von 77 Jahren.

## Filmografie
Spezialeffekte
- 1957: Das Geheimnis des steinernen Monsters (The Monolith Monsters)
- 1960: Sieben Wege ins Verderben (Seven Ways from Sundown)
- 1968: Sein Name war Gannon (A Man Called Gannon)
- 1969: Indianapolis (Winning)
- 1970: Ein Fressen für die Geier (Two Mules for Sister Sara)
- 1971: Im Morgengrauen brach die Hölle los (Raid on Rommel)
- 1972: Der große Minnesota-Überfall (The Great Northfield Minnesota Raid)
- 1972: Revengers (The Revengers)
- 1972: Der Todesritt der glorreichen 7 (The Magnificent Seven Ride!)
- 1973: Begegnung am Vormittag (Breezy)
- 1974: Sugarland Express (The Sugarland Express)
- 1974: Erdbeben (Earthquake)
- 1975: Die Hindenburg (The Hindenburg)
- 1976: Familiengrab (Family Plot)
- 1976: Der scharlachrote Pirat (Swashbuckler)
- 1977: Verschollen im Bermuda-Dreieck (Airport ’77)